# Поводырь, Сергей Александрович
Сергей Александрович Поводырь (род. 21 августа 1950) — российский государственный деятель, председатель Думы Чукотского автономного округа (1994—1997), член Совета Федерации от законодательного органа Чукотского автономного округа (1996—1997).

## Биография
Окончил шахтинский филиал Новочеркасского политехнического института в 1979 году, по специальности «горный инженер». По окончании института работал горным мастером, затем начальником добычного участка на шахте Червонопартизанска.
В 1982 году Сергей Поводырь переехал в Магаданскую область и начал работать машинистом комбайна на угольной шахте в Омсукчанском районе.
В 1984 году Поводырь перевёлся на Чукотку в пгт Угольные Копи Анадырского района, где поступил на работу на шахту «Анадырская» в качестве горнорабочего очистного забоя. К 1994 году стал заместителем директора шахты по производству.

### Политическая карьера
10 апреля 1994 года был избран депутатом Думы Чукотского автономного округа, по одномандатному избирательному округу № 2 Анадырского района. 26 июля был избран председателем нового парламента региона, по совместительству являясь председателем Палаты территорий Думы ЧАО.
В январе 1996 года вошёл в состав Совета Федерации по должности. До 13 ноября 1996 года являлся членом Комитета по делам Севера и малочисленных народов; с 13 ноября — член Комитета по делам Содружества Независимых Государств. Также с 16 мая 1996 года был членом Комиссии по Регламенту и парламентским процедурам.
Был кандидатом на губернаторских выборах 1996 года на Чукотке, но позже снял кандидатуру.

## Награды
- Орден Трудового Красного Знамени
- Медаль «В ознаменование 100-летия со дня рождения Владимира Ильича Ленина»
- Медаль «За трудовую доблесть»
- Знак «Шахтёрская слава» I, II и III степеней
- Звание «Почётный работник Минтопэнерго»